# Love's Labor Lost (episodio de ER)
Love's Labor Lost (Trabajos de Amor Perdidos o El amor perdido en el parto en español) es el episodio número diecinueve de la primera temporada de ER. Se emitió por primera vez en la NBC, en Estados Unidos, el 9 de marzo de 1995. El episodio fue escrito por Gentile Lance y dirigido por Mimi Leder. El episodio ganó 5 premios Emmy (guion, dirección, edición, edición de sonido y mezcla de sonido) y varios otros premios y nominaciones.

## Trama
El Dr. Mark Greene se encuentra con el caso de una mujer embarazada que sufre de complicaciones que amenazan seriamente su vida, así como la de su bebé por nacer. Por otra parte la sala de urgencias recibe a un adolescente accidentalmente envenenado por insecticidas, y el Dr. Peter Benton tiene que lidiar con las consecuencias del accidente doméstico de su madre.

## Recepción
En su estreno original, Love's Labor Lost terminó en primer lugar del índice de audiencia de la semana del 12 de marzo de 1995, con una calificación de 24.2 en el Nielsen Ratings. Fue el programa más visto en la NBC durante la semana, secundado por Seinfeld y Friends. En 1997, TV Guide lo clasificó en el tercer lugar de su lista de los 100 mejores episodios de todos los tiempos. En 2009, ocupó el sexto lugar.
El episodio hizo merecedor a Lance Gentile de un Premio Emmy al Mejor Guion de una Serie Dramática, en su edición número 47, además de la Writers Guild of America Award por Mejor Guion de un Drama, en su edición de 1995. El episodio también dio a Mimi Leder un Emmy a la Mejor Dirección en una Serie Dramática, así como una nominación al Premio del Sindicato de directores de Estados Unidos por Mejor Dirección. Colleen Flynn ganó una nominación al Emmy como mejor actriz invitada sobresaliente en una Serie Dramática por su interpretación en este episodio. El episodio ganaría además otros Emmy, contando Edición (Randy Jon Morgan y Rick Tuber); Edición de Sonido (Walter Newman, John Voss Bonds Jr., Rick Tuber, Steven M. Sax, John F. Reynolds, Catherine Flynn, Thomas A. Harris, Susan Mick, Casey J. Crabtree y James Bailey), así como Mezcla de Sonido (Russell C. Fager, Michael Jirón, Allen L. Stone y Jones Frank). El episodio también ganó un Eddie Award, de los Editores de Cine de Estados Unidos, en Mejor Edición para Randy Jon Morgan y Rick Tuber.